# Erika Kiffl
Erika Kiffl (* 19. Dezember 1939 in Karlsbad) ist eine deutsche Fotografin, die vor allem mit ihren Künstler-Porträts bekannt wurde. Noch vor der berühmten Düsseldorfer „Becher-Schule“ (Bernd und Hilla Becher, Andreas Gursky, Thomas Ruff) hinterfragte sie die Unterschiede von dokumentarischer und künstlerischer Fotografie. Sie lebt seit 1951 in Düsseldorf. In den beiden Dokumentationen „Work in process - Erika Kiffl - Chronistin“ und „Das ICH im WIR“ reflektiert die Künstlerin über ihren künstlerischen Schaffensprozess und ihr Werk.

## Leben und Werk
Kiffl studierte Gebrauchsgrafik und Fotografie an der Fachhochschule Krefeld und an der Düsseldorfer Kunstakademie. Seit 1951 lebt sie in Düsseldorf.
Mit eigenen Fotoreportagen arbeitete sie als Art Directorin bei einer führenden Modezeitschrift. Sie war zudem Initiatorin des Internationalen Symposions, das zum ersten Mal im Jahre 1980 auf Schloss Mickeln bei Düsseldorf stattfand. Erika Kiffl gilt als eine der führenden Fotografinnen der Deutschen Gegenwartskunst und als Chronistin der Kunst-Szene, deren Arbeiten in dem seit 2003 bestehenden Archiv künstlerischer Fotografie der rheinischen Kunstszene (AFORK) im Düsseldorfer museum kunst palast gesammelt werden. 2017 erwarb die Landeshauptstadt Düsseldorf mit Unterstützung der Kunststiftung NRW das gesamte fotografische Archiv der Düsseldorfer Fotokünstlerin (etwa 9.000 Foto-Negative).

„Eine Fotografie ist eine Nachricht, immer von Vergangenem, dessen verhaltene, erstarrte Posen wir mitten in der Gegenwart treffen. Flach aufs Papier gepresst, erscheint Bewegtes im Stillstand, jedes Subjekt wird zum Objekt des Abbildes, jede Realität befremdlich und von uns abgerückt zum verkleinerten Gegenüber. Aus der Zeit und der natürlichen Dimension genommen, verharrt Fotografieren als konserviertes, ausschnitthaftes Dasein und hat doch spiegelgleiches Leben. Etwas Magisches ist jedem Foto beigefügt durch die Art seiner Entstehung: der festgehaltenen Lichtreflektion, abgenommen vom wahrhaft Existierenden und so auf unlesbare Art noch immer Teil von ihm. Daher suchen wir beim Betrachten von Fotos, über den materiellen Abdruck des Sichtbaren hinaus, dem Geheimnis des Lebendigen auf die Spur zu kommen, eine Verbindung herzustellen zwischen Andauerndem und Zeitfälligem, Stillstand und Bewegung.“

Fotografiert hat sie u. a. Sandro Antal, Joseph Beuys, Horst Gläsker, Bruno Goller, Gotthard Graubner, Erwin Heerich, Martin Honert, Halina Jaworski, Konrad Klapheck, Axel Klepsch, Milan Kunc, Anna Löbner, Markus Lüpertz, Ladislav Minarik, Gerhard Richter, Fernand Roda, Ulrike Rosenbach, Bettina Scheidulin, Richard Serra, Thomas Stricker, Günther Uecker und Isolde Wawrin.
In der Open-Air-Ausstellung Work in Process zeigte die Fotografin zwanzig großformatige Fotoarbeiten mit Porträts bedeutender Künstler wie Gerhard Richter, Joseph Beuys und Günther Uecker vom 1. Juli bis 31. August 2009 am Düsseldorfer Rheinufer. Ihre Arbeiten befinden sich in zahlreichen öffentlichen Sammlungen.

## Ausstellungen

### Einzelausstellungen
- 1978 Staatsgalerie Stuttgart, Stuttgart
- 1978 Neue Sammlung, München
- 1979 Studio im Museum Ulm
- 1979 Fritz-Henkel-Haus, Henkel KgaA, Düsseldorf
- 1979 Kunstmuseum Düsseldorf
- 1980 Galerie Heike Curtze, Düsseldorf
- 1980 Städtische Galerie Wolfsburg im Schloss Wolfsburg
- 1980 Künstler in ihrem Atelier. Studio der Kunsthalle zu Kiel, Kiel
- 1980 Neue Galerie der Stadt Linz
- 1980 Ausstellungstournee durch Goethe-Institute Südamerikas (bis 1984)
- 1981 Sammlung Fotografis, Länderbank Wien
- 1981 Frankfurter Kunstverein, Frankfurt am Main
- 1981 Spectrum Photogalerie im Kunstmuseum Hannover
- 1982 Fotomuseum München
- 1982 Rheinisches Landesmuseum Bonn
- 1982 Fotogalerie Jutta Rößler, Stuttgart
- 1984 Landesmuseum Rupertinum, Salzburg
- 1984 Galerie Shadai, Institute of Polytechnics, Tokio
- 1984 Kulturhaus Graz
- 1985 Mała Galeria, Warschau
- 1985 Goethe-Institut Tel Aviv
- 1986 Galeria ZPAF, Krakau
- 1986 Budapest Galeria
- 1987 Galerie Hete Hünermann, Düsseldorf
- 1989 Goethe-Institut Budapest
- 1989 Olympus Galerie, Hamburg
- 1989 Pécsi Galéria, Pécs
- 1990 Kunstakademie Düsseldorf
- 1991 Akademie der bildenden Künste Prag
- 1991 Kunstakademie Budapest
- 1992 Hochschule der Künste, Berlin
- 1993 Stadtmuseum Düsseldorf
- 1994 Serra - Düsseldorf 1992. Galeria Zachęta, Warschau
- 1995 Treibhaus 1 2 3 4 5 6. Eine Fotodokumentation. Kunstmuseum Düsseldorf
- 1995 Galerie Nei Liicht, Luxemburg
- 1995 Galerie Elke Drescher, Hamburg
- 2001 China 1995. Goethe-Institut - Inter Nationen, Düsseldorf
- 2003 Tonhalle Düsseldorf
- 2009 Work in Process. Rathausufer Düsseldorf
- 2010 Work in Process. Antiquariat Frank Hermann, Düsseldorf
- 2011/2012 Düsseldorf im Dialog mit Solidarność - Fotografien von Erika Kiffl.
- 2011/2012 Galerie des Polnischen Instituts Düsseldorf
- 2012 Rundgang zum Rundgang. Kunst Service Galerie, Düsseldorf
- 2012 Dauerausstellung im Bahnhof Rolandseck

### Gruppenausstellungen
- 1980 Galerie Ufficio dell'arte, Paris
- 1981 The Photographers' Gallery, London
- 1981PPS Galerie, Hamburg
- 1982 22 Fotografinnen. GEDOK Köln
- 1982 CANON-Gallery, Amsterdam
- 1985 Rheingold. Palazzo della Società delle Belle Arti, Turin
- 1985 Process und Konstruktion. Künstlerwerkstätten Lothringer Straße, München
- 1986 Okuyamaya Hall, Yokohama
- 1988 Düsseldorfer Fotografinnen, Bahnhof Eller, Düsseldorf
- 1989 GEDOK Köln
- 1990 Dialog. Kunstmuseum Düsseldorf
- 1990 Wilhelm Lehmbruck Museum, Duisburg
- 1990 Dialog (mit Dora Maurer). Goethe-Institut Budapest
- 1991 Dialog. Centrum Sztuki, Warschau
- 1994 Hermit III - Transaprent Messenger. Hermit Foundation/Kloster Plast (ČR)
- 1999 Sammlung der IKB-Bank, Düsseldorf
- 2003 Benjamin Katz, Erika Kiffl, Manfred Leve. Ausstellung des Archivs künstlerischer Fotografie der rheinischen Kunstszene. Galerie Hete Hünermann, Düsseldorf
- 2005 360°art. Die Sammlung museum kunst palast. Düsseldorf
- 2005 Archiv Offen Sichtlich. Künstlerverein Malkasten/Jacobihaus, Düsseldorf
- 2007 Fotos schreiben Kunstgeschichte. Das Archiv künstlerischer Fotografie der rheinischen Kunstszene. museum kunst palast, Düsseldorf
- 2011 Tür an Tür. Polen-Deutschland. 1000 Jahre Kunst und Geschichte. Martin-Gropius-Bau, Berlin
- 2011 Moscow House of Photography, Moskau
- 2011 Faszinierende Dokumente, AFORK
- 2012 Orte der Kunst. Museum der Moderne (MdM), Salzburg
- 2013 Faszinierende Dokumente, AFORK, Stationen in 4 Museen Worpswede[2]

## Werke
- Künstler in ihrem Atelier. Eine Fotodokumentation. Mit Texten von Künstlern und ihren Kritikern und einem Vorwort von Jörg Krichbaum. / hrsg. von Gabriele Forberg. - Mahnert-Lueg, München 1979. ISBN 3-922170-02-1
- Künstler in ihrem Atelier. Atelier-Fotos von Erika Kiffl, Kat. Kunsthalle zu Kiel, hrsg. von Jens Christian Jensen, 1980.
- Raum-Sequenzen. Mit einem einleitenden Text von Helmut Heißenbüttel. - Mahnert-Lueg, München 1980. ISBN 3-922170-17-X
- Ist Fotografie Kunst? Gehört Fotografie ins Museum? Referate, Diskussionen, Interviews, Bildbeispiele. Internationales Fotosymposium 1981, Schloß Mickeln bei Düsseldorf. Mit Beiträgen von A. Auer u. a. / hrsg. von Erika Kiffl. - Mahnert-Lueg, München 1982. ISBN 3-922170-25-0
- Erika Kiffl: Österreichische Atelier Situationen (1979/80), hrsg. von Otto Breicha, Graz, 1983.
- Ekkehard Mai: Künstlerateliers als Kunstprogramm - Werkstatt heute, in: das kunstwerk, Nr. 3, S. 7–44, 1984.
- Erika Kiffl - Fotos. Rundgänge 1979–1989 / hrsg. von der Kunstakademie Düsseldorf. - Düsseldorf 1990.
- Erika Kiffl. Dialog/Dialogue, Kat. Mala Galeria, Centrum Sztuki, Warschau, 1991.
- Erika Kiffl: Japan-Fotos, Kat. Stadtmuseum Düsseldorf, 1993.
- Hermit III - Transparent Messenger. hrsg. von Hermit Foundation, 1994.
- Treibhaus 12 3 4 5 6. Eine Fotodokumentation von Erika Kiffl, Kat. Kunstmuseum Düsseldorf, 1995.
- China - Aktuelles aus 15 Ateliers. hrsg. von Hahn Produktion, München, 1996.
- Benjamin Katz, Erika Kiffl, Manfred Leve. Archiv künstlerischer Fotografie der rheinischen Kunstszene, Kat. Galerie Hete Hünermann, Düsseldorf, 2003.
- Fotos schreiben Kunstgeschichte / hrsg. von Stephan von Wiese u. Renate Buschmann. Köln 2007. ISBN 3-8321-9058-9
- Inside The Studio: Erika Kiffl fotografiert Gerhard Richter. / hrsg. von Renate Buschmann und Daniel Marzona. - DuMont Buchverlag, Köln 2008. ISBN 978-3-8321-9051-4
- Erika Kiffl. Fotografie 1964 - 2014 / hrsg. von Daniel Marzona. Distanz Verlag Berlin 2014. ISBN 978-3-95476-061-9